# Nordstrand (dzielnica)
Nordstrand – dzielnica Oslo. Mieści się w południowo-zachodniej części miasta i pod względem najbardziej zaludnionych rejonów miasta jest na drugim miejscu, licząc ponad 40 000 mieszkańców.
Powstała w 2004 roku poprzez połączenie gmin Lambertseter i Ekeberg-Bekkelaget. Nazwa dzielnicy pochodzi od nazwy domu Nordstranden położonego na ulicy Mosseveien 196.
Nordstrand jest jedną z najbogatszych dzielnic Oslo, dochody netto i ceny nieruchomości oraz średnia długość życia należą do najwyższych w mieście. Najbardziej znana ulica w Nordstand to Solveien, na niej znajdują się jedne z najdroższych nieruchomości w Oslo. Rejon Nordstrand jest również znany z pięknego widoku na Oslofjorden.
Dzielnica Nordstrand złożona jest z kilku części:
- Nordstrand
- Bekkelaget
- Ekeberg
- Lambertseter
- Ljan